# کوه یملیکلی
کوه یملیکلی (به لاتین: Mount Yemlikli) یک کوه در گرجستان است که در شهرداری نینوتسمیندا واقع شده‌است. کوه یملیکلی ۳٬۰۵۴ متر بالاتر از سطح دریا واقع شده‌است.